# Municipalità Lido-Pellestrina
Municipalità Lido-Pellestrina bezeichnet einen Stadtbezirk der Stadt Venedig. Er ist einer von sechs sogenannten Municipalità, in die das Gemeindegebiet von Venedig aufgeteilt ist. Der Stadtbezirk hat zwei Verwaltungssitze einen im Stadtteil Lido und einem im Stadtteil Pellestrina.

## Lage und Ausdehnung
Der Stadtbezirk umfasst die beiden Inseln Lido di Venezia und Pellestrina sowie den südlichen Teil der Lagune von Venedig. Mit einer Fläche von 72,99 km² ist er nach dem Stadtbezirk Venezia-Murano-Burano der flächenmäßig zweitgrößte Stadtbezirk von Venedig. Allerdings bestehen nur 9,91 km² des Bezirks aus Landflächen, was 13,5 % der Gesamtfläche des Bezirks entspricht. Damit ist er der Stadtbezirk mit der kleinsten Landfläche in Venedig.
Von der Lagune von Venedig liegen knapp 33 % im Stadtbezirk Lido-Pellestrina, die etwas mehr als 67 % fallen in den nördlich angrenzenden Stadtbezirk Venezia-Murano-Burano. Der Bezirk grenzt im Norden an die Gemeinde Cavallino-Treporti und im Süden an die Gemeinde Chioggia.

## Bevölkerung
Zum 31. Dezember 2024 zählte der Bezirk 19.012 Einwohner und war damit der bevölkerungsschwächste Stadtbezirk Venedigs. Er weist mit 260 Einwohnern je km² auch die geringste Bevölkerungsdichte auf. Berücksichtigt man nur die Landfläche liegt die Bevölkerungsdichte bei 1918 Einwohnern je km². Die Bevölkerung des Bezirks konzentriert sich auf den Stadtteil Lido di Venezia. Hier leben mit 13.674 Einwohnern 72 % der gesamten Einwohner des Bezirks. Der bevölkerungsschwächste Stadtteil ist die Insel San Lazzaro degli Armeni mit nur 22 Einwohnern.

## Stadtteile
Zum Stadtbezirk Lido-Pellestrina gehören folgende sieben Stadtteile.
- Alberoni
- Lido
- Malamocco
- Pellestrina
- San Lazzaro degli Armeni
- San Pietro in Volta
- Santa Maria del Mare

## Geschichte
Der Stadtbezirk entstand im Zuge eines am 7. Februar 2005 unter dem Vorsitz von Bürgermeister Paolo Costa verabschiedeten Gemeinderatsbeschlusses, der am 21. April 2005 in Kraft trat. Mit der Konstituierung des Stadtbezirks Lido-Pellestrina wurden die seit 1997 bestandenen Stadtviertel 3 (Lido, Malamocco, Alberoni) und 4 (Pellestrina, San Pietro in Volta) zusammengefasst.

## Verwaltung
Dem Stadtbezirk stehen ein Präsident, eine vierköpfige Bezirksregierung und ein Bezirksrat mit 18 Bezirksräten vor. Die Bezirksregierung wird vom Präsidenten ernannt. Die Wahlen zum Bezirksrat finden parallel mit der Wahl des Bürgermeisters von Venedig und des Stadtrates statt. Vier ständige Bezirkratsausschüsse untersuchen und vertiefen Themen und Beratungsvorschläge, die in die Zuständigkeit des Rates fallen. In den Ratsausschüssen sind alle im Rat vertretenen Fraktionen vertreten. Sie bleiben nach ihrer Einrichtung bis zur Auflösung des Bezirksrats im Amt.